# Pierwszy Milion
Pierwszy Milion – polski miesięcznik wydawnictwa Ringier Axel Springer Polska skierowany do osób, które chcą założyć własną firmę albo rozwinąć prowadzoną działalność gospodarczą. Numer testowy wydano jesienią 2012 roku, od początku 2013 roku czasopismo ukazuje się regularnie, początkowo jako kwartalnik, następnie dwumiesięcznik, a od lutego 2015 roku jako miesięcznik. W lutym 2015 roku wydzielono zespół redakcyjny ze struktur redakcji Forbes.